# Monopis pentadisca
Monopis pentadisca är en fjärilsart som beskrevs av Edward Meyrick 1924. Monopis pentadisca ingår i släktet Monopis och familjen äkta malar. Inga underarter finns listade i Catalogue of Life.